# Charles Ballossier
Charles Léon Ballossier (* 21. März 1878 in Montrouge; † 21. März 1960 in Olivet) war ein französischer Turner.

## Leben
Charles Ballossier turnte für den Verein Société de Gymnastique En Avant aus Paris. Bei den Olympischen Sommerspielen 1900 in Paris belegte er in dem als „Championnat International de Gymnastique“ bezeichneten Einzelmehrkampf den 40. Platz.